# Harsh Jeet Chowdhery
Harsh Jeet Chowdhery ( 1949 - ) es un botánico, pteridólogo, y micólogo indio. Ha trabajado extensamente en la flora de la India.

## Algunas publicaciones

### Libros
- Chowdhery, h.j.; b.m. Wadhwa. 1984. Flora of Himachal Pradesh: analysis, Volumen 1. Issue 2 de Flora of India. 860 pp.
- --------, --------. 1984. Monocotyledons. Volumen 1 de Flora of Himachal Pradesh : Analysis. 336 pp.
- --------, --------. 1986. Flora of Himachal Pradesh: analysis, Volumen 2 Issue 2 de Flora of India
- --------, g.d. Pal. 1997. Orchidaceae of Arunachal Pradesh: (check list). Volumen 7 de Higher plants of Indian subcontinent. 148 pp. ISBN 8121101573
- 1998. Orchid flora of Arunachal Pradesh. 824 pp. ISBN 8121101247
- --------, sri krishna Murti. 2000. Plant diversity and conservation in India: an overview. 303 pp. ISBN 8121102243
- --------, d.d. Pandey. 2007. Plants of Indian Botanic Garden. 772 pp. ISBN 8181770218

- La abreviatura «H.J.Chowdery» se emplea para indicar a Harsh Jeet Chowdhery como autoridad en la descripción y clasificación científica de los vegetales.[1]